# Melanie Hill
Melanie Jane Hill (nacida el 11 de enero de 1962) es una actriz británica, conocida por interpretar a Hazel Redfern en Auf Wiedersehen, Pet (1985–1986), Aveline en Bread (1986–1991), Rita Dolan en el drama de Kay Mellor Playing the Field (1998). –2002), Maggie Budgen en la serie dramática de BBC One Waterloo Road (2012–2015), Julie Travers en la serie dramática de BBC One The Syndicate (2015) y Cathy Matthews en la telenovela de ITV Coronation Street (2015–2022)

## Carrera artística
Hill se educó en la escuela Monkwearmouth antes de asistir a la Royal Academy of Dramatic Art de Londres, donde ganó el premio Vanbrugh.

### Televisión
Hill reemplazó a Gilly Coman como el personaje de Aveline en las últimas tres temporadas de la comedia de situación de televisión de la BBC de Carla Lane, Bread. También ha aparecido en programas como The Bill interpretando a Marie Carver, Auf Wiedersehen, Pet interpretando a Hazel Redfern, Hot Money interpretando a Liz Hoodless, Juliet Bravo interpretando a Jean Simpson, Emmerdale interpretando a Avril Kent y Cape Wrath interpretando a Brenda Ogilvie.
El 17 de marzo de 2009, apareció en un episodio de Holby City, un drama médico transmitido semanalmente por BBC1 en el Reino Unido. Continuó apareciendo en episodios posteriores, siguiendo un arco narrativo relacionado con la muerte de su esposo en la serie. También apareció en un episodio de The Thick of It (serie 3, episodio 3).
En abril de 2011, apareció en la serie de televisión de la BBC Candy Cabs y en noviembre, en la serie de fantasía Merlin como Mary Howden. En abril de ese año, interpretó a Cissie Charlton, madre de los futbolistas Jack y Bobby Charlton, en el drama de la BBC United, sobre el desastre aéreo de Múnich de 1958 que involucró al Manchester United.
En 2012, hizo su debut en el drama escolar de larga duración Waterloo Road como Maggie.
En agosto de 2013, se anunció que Hill se había unido al elenco de la comedia de situación de BBC Two Hebburn. Al año siguiente, se unió a la comedia de situación de Craig Cash After Hours.
En febrero de 2015, se anunció que Hill se uniría al elenco de Coronation Street como Cathy Matthews, e hizo su primera aparición en la misma el 20 de abril de 2015. Se la presentó como un posible interés amoroso para Roy Cropper (David Neilson), lo que preocupaba a Hill, ya que la nación amaba a la fallecida esposa de Roy, Hayley (Julie Hesmondhalgh). Hill también protagonizó la tercera temporada de The Syndicate en junio de 2015.

### Películas
Los papeles cinematográficos de Hill incluyen a Sandra en Brassed Off (1996), la bruja Ditchwater Sal en la película de fantasía Stardust (2007) y Sonya en White Girl (2008) .

## Vida personal
Nacida de Anthony y Sylvia Hill (Sylvia Pratt de soltera) en Brighton, Melanie se crio en la ciudad natal de su madre, Sunderland. Se casó con el también actor Sean Bean en diciembre de 1990. Tienen dos hijas: Lorna, nacida en octubre de 1987, y Molly, nacida en septiembre de 1991. Se divorciaron en agosto de 1997. Es partidaria del Sunderland AFC. Se casó con el escritor y productor Jimmy Daly el 29 de abril de 2017 en un pub de Muswell Hill, al norte de Londres.

## Filmografía

### Películas
| Año  | Título                  | Rol                | Notas |
| ---- | ----------------------- | ------------------ | ----- |
| 1993 | Más allá de la sospecha | Norma              |       |
| 1994 | Shopping: de tiendas    | Sarah              |       |
| 1996 | Camino a la gloria      | Mary Muir          |       |
| 1996 | Tocando el viento       | Sandra             |       |
| 2001 | Desde el infierno       | Madre de Ann Crook |       |
| 2007 | Stardust                | Ditchwater Sal     |       |
| 2011 | United                  | Cissie Charlton    |       |
| 2012 | Incondicional           | Mamá               |       |
| 2012 | Twenty8k                | Elizabeth Fitch    |       |

### Televisión
| Año       | Title                   | Rol                        | Notes                                    |
| --------- | ----------------------- | -------------------------- | ---------------------------------------- |
| 1984      | Juliet Bravo            | Jean Simpson               | 2 episodios                              |
| 1986      | Auf Wiedersehen, Pet    | Hazel Redfern              | 6 episodes                               |
| 1989      | Screenplay              | Pauline                    | Episodio: "A Night on the Tyne"          |
| 1989      | Boon                    | Susan                      | Episodio: "The Relief of Matty King"     |
| 1989      | Policía de barrio       | Polly Beacher              | Episodio: "The Mugging and the Gypsies"  |
| 1989–1991 | Bread                   | Aveline Boswell            | Recurrente; 35 episodes                  |
| 1992      | Spender                 | Sue Styles                 | Episodio: "Fee"                          |
| 1993      | Casualty                | Janice Hutchins            | Episodio: "Wild Card"                    |
| 1993      | Policía de barrio       | Lynda Chambers             | Episodio: "Living It Down"               |
| 1994      | Cardiac Arrest          | Hermana Pamela Lockley     | 6 episodes                               |
| 1994      | Finney                  | Lena                       | Protagonista                             |
| 1994      | Crocodile Shoes         | Emma Shepperd              | Protagonista                             |
| 1995      | Performance             | Laura                      | Episodio: "The Widowing of Mrs. Holroyd" |
| 1995      | Circles of Deceit       | Angie Norman               | Episodio: "Dark Secret"                  |
| 1996      | Cruel Train             | Phyllis Pratt              | Película de televisión                   |
| 1996      | Crocodile Shoes II      | Emma Shepperd              | Protagonista                             |
| 1998      | The Broker's Man        | Tracey Smeeton             | Episodio: "Playback"                     |
| 1998–2002 | Playing the Field       | Rita Dolan                 | Recurrente                               |
| 1999      | Testigo mudo            | Liz Davies                 | Episodio: "Gone Tomorrow"                |
| 2000      | Close and True          | Maureen Taylor             | Episodio: "Hurry Up and Wait"            |
| 2001      | Child in the Forest     | Mam                        | Película de televisión                   |
| 2001      | Hot Money               | Liz Hoodless               | Película de televisión                   |
| 2001–2002 | NCS: La caza del hombre | Ruby Sparks                | Recurrente                               |
| 2003      | Policía de barrio       | Marie Carver               | Recurrente                               |
| 2005      | The Afternoon Play      | Bonnie Reilly              | Episodio: "The Singing Cactus"           |
| 2005      | The Fugitives           | Glenda Banks               | Protagonista                             |
| 2005      | Emmerdale               | Avril Kent                 | Recurrente, 11 episodes                  |
| 2005      | The Brief               | Rennie Nicholson           | Episodio: "Blame"                        |
| 2007      | Cape Wrath              | Brenda Ogilvie             | Protagonista                             |
| 2007      | The Street              | Val Taylor                 | 3 episodios                              |
| 2008      | White Girl              | Sonya                      | Película de televisión                   |
| 2009      | Holby City              | Kathy Hewitt               | 2 episodios                              |
| 2009      | The Thick of It         | Julie Price                | 1 episodio                               |
| 2010      | Joe Maddison's War      | Selina Rutherford          | Película de televisión                   |
| 2011      | Candy Cabs              | Stella                     | Protagonista                             |
| 2011      | The Body Farm           | Nicole Henderson           | 1 episodio                               |
| 2011      | Merlín                  | Mary Howden                | Episodio: "Lamia"                        |
| 2012–2015 | Waterloo Road           | Maggie Croft/Maggie Budgen | Recurrente                               |
| 2013      | Hebburn                 | Christine                  | 2 episodios                              |
| 2014      | Cilla                   | Big Cilla                  | Protagonista                             |
| 2015–2022 | Coronation Street       | Cathy Matthews             | Recurrente                               |
| 2015      | The Syndicate           | Julie Travers              | Protagonista                             |
| 2015      | After Hours             | Liz Matthews               | Episode: "Love Love Love"                |